# Nawal Farih
Nawal Farih (Sarcelles, 19 mei 1988) is een Belgisch politica en federaal parlementslid voor CD&V. 

## Levensloop
Als vijfjarige verhuisden Farih, die Marokkaanse roots heeft, en haar ouders vanuit het Franse Sarcelles naar Genk. Nawal Farih werd in 2014 bachelor in project management aan de Karel de Grote Hogeschool in Antwerpen en in 2015 bachelor in international business aan de Universiteit Cardenal Herrera in Valencia. Beroepshalve werd ze vertegenwoordiger bij een Limburgs mediabedrijf  waarvoor ze partnerschappen diende voor te bereiden met zakenpartners in Singapore, Dubai, Maleisië, Qatar, Oman en de Filipijnen.
In haar toenmalige woonplaats Winterslag in Genk verwierf ze in 2015 plaatselijke bekendheid door het opzetten van een grote inzamelactie voor in Brussel gestrande vluchtelingen bij de vluchtelingencrisis van dat jaar. Ze richtte ook de vzw De Lift op, een Genkse organisatie voor de begeleiding van vluchtelingen, en werd bestuurslid van de sociale woonmaatschappij Nieuw Dak.
Farih werkte van 2017 tot 2019 als privésecretaris en management assistent op het kabinet van Vlaams minister van Welzijn en Gezin Jo Vandeurzen en engageerde zich bij de CD&V. Ook werd ze actief binnen Jong CD&V.
In oktober 2018 nam ze voor de eerste maal deel aan de gemeenteraadsverkiezingen. Ze had de tweede plaats gekregen op de Genkse CD&V lijst achter burgemeester Wim Dries en werd verkozen in de gemeenteraad met 1.774 voorkeurstemmen. Het was de bedoeling dat ze begin 2022 een schepenmandaat op zich zou nemen,  maar Farih gaf uiteindelijk prioriteit aan haar nationale politieke carrière. Bij de gemeenteraadsverkiezingen van oktober 2024 werd ze als lijstduwer herkozen in de Genkse gemeenteraad, met 2.663 voorkeurstemmen.
Bij de verkiezingen van 26 mei 2019 kreeg ze de tweede plaats op de Limburgse CD&V-lijst voor de Federale Kamer van volksvertegenwoordigers. Ze werd verkozen met 12.323 voorkeurstemmen. Als parlementslid ging ze zich toeleggen op sociale zekerheid en gezondheidszorg. Bij de federale verkiezingen van 9 juni 2024 werd Farih CD&V-lijsttrekker in Limburg en werd ze met 22.523 stemmen herkozen als Kamerlid. Sinds maart 2025 is Farih fractievoorzitter voor haar partij in de Kamer, ter opvolging van Nathalie Muylle. Ze werd daarmee de jongste fractievoorzitter ooit voor haar partij.
Nawal Farih woont in Winterslag.

## Persoonlijk
Nawal Farih vormt sinds de zomer van 2022 een koppel met CD&V-voorzitter Sammy Mahdi. Ze trouwden in 2025.